# Typhlodromus algonquinensis
Typhlodromus algonquinensis är en spindeldjursart som beskrevs av Chant, Hansell och Yoshida-Shaul 1974. Typhlodromus algonquinensis ingår i släktet Typhlodromus och familjen Phytoseiidae. Inga underarter finns listade i Catalogue of Life.